# TÜV Austria Akademie
Die TÜV Austria Akademie (Eigenschreibweise TÜV AUSTRIA Akademie) ist ein 1989 gegründetes Dienstleistungsunternehmen mit Hauptstandort in Brunn am Gebirge. Die im Verzeichnis der Ö-Cert Qualitätsanbieter gelistete Bildungseinrichtung mit integriertem Medienhaus bietet Lehrgänge in den Bereichen Sicherheit, Technik, Umwelt und Qualität an und ist ein Tochterunternehmen der TÜV Austria Holding AG.

## Angebot

### Öffentliche Kurse und Lehrgänge
Neben öffentlichen Kursen und Lehrgängen in Brunn am Gebirge, Gänserndorf, Wien, Linz-Leonding, Salzburg, Innsbruck und Graz bietet die Akademie auch Inhouse-Trainings und E-Learning-Programme in den Bereichen Sicherheit, Technik, Umwelt und Qualität für Firmen, öffentlich-rechtliche Organisationen oder Qualifizierungsverbünde.

### Expertentage
Zusätzlich zu den Fachseminaren bietet die Akademie Expertentage an. Diese Veranstaltungen richten sich an Verantwortliche aus den Bereichen Sicherheit, Technik, Umwelt und Qualität und dienen dem Erfahrungsaustausch und dazu, aktuelle Entwicklungen und Neuerungen mitzuverfolgen.

### Personenzertifizierung
Ein Teil der Ausbildungen kann mit einer Zertifizierungsprüfung abgeschlossen werden. Das dabei erworbene Personenzertifikat auf Basis der Norm ISO/IEC 17024 ist international anerkannt. Seit 2017 ist die TÜV Austria Akademie außerdem bundesweite Ingenieur-Zertifizierungsstelle für alle technischen Fachrichtungen. Ingenieure können so eine Qualifikation erwerben, die international vergleichbar ist und sich auf dem gleichen Level wie der Bachelor befindet.

### Lehrlingsausbildung und Facharbeiterumschulungen
In der TÜV Austria-OMV Akademie Weinviertel werden Ausbildungen und zusätzliche Qualifikationen für Lehrlinge und Facharbeiter angeboten, insbesondere in den Bereichen Chemie, Metalltechnik, Elektrotechnik.

### Verlag
Der Verlag besteht seit Gründung. Im Verlag der Akademie erscheinen Fachbücher und Leitfäden für die tägliche Praxis.

## Auszeichnungen
- 2012: Staatliche Auszeichnung von Wirtschaftsminister Reinhold Mitterlehner für Unternehmen, die sich durch außergewöhnliche Leistungen um die österreichische Wirtschaft Verdienste erworben haben.[3]
- 2017: Miliz Gütesiegel: Die TÜV Austria Akademie unterstützt die Miliz als Säule der Landesverteidigung und heißt Bewerber sowie Vortragende willkommen, die sich für die Miliz engagieren.